# Lista över matchresultat i Elitserien i ishockey 1989/1990
Lista över matchresultat i grundserien av Elitserien i ishockey 1989/1990. Ligan inleddes den 24 september 1989 och avslutades 25 februari 1990.

## Tabeller
Grundserien
| Nr | Lag                 | S  | V  | O | F  | GM  | IM  | MS  | P  |
| -- | ------------------- | -- | -- | - | -- | --- | --- | --- | -- |
| 1  | Färjestad BK        | 22 | 15 | 1 | 6  | 112 | 76  | +36 | 31 |
| 2  | Djurgårdens IF (RM) | 22 | 13 | 3 | 6  | 82  | 58  | +24 | 29 |
| 3  | Leksands IF         | 22 | 12 | 1 | 9  | 99  | 75  | +24 | 25 |
| 4  | Södertälje SK       | 22 | 12 | 0 | 10 | 87  | 80  | +7  | 24 |
| 5  | Luleå HF            | 22 | 11 | 2 | 9  | 88  | 91  | −3  | 24 |
| 6  | Brynäs IF           | 22 | 11 | 0 | 11 | 91  | 89  | +2  | 22 |
| 7  | AIK                 | 22 | 10 | 1 | 11 | 100 | 86  | +14 | 21 |
| 8  | Västerås IK         | 22 | 9  | 3 | 10 | 67  | 73  | −6  | 21 |
| 9  | HV71                | 22 | 9  | 2 | 11 | 69  | 88  | −19 | 20 |
| 10 | Västra Frölunda     | 22 | 9  | 1 | 12 | 82  | 106 | −24 | 19 |
| 11 | Modo                | 22 | 7  | 3 | 12 | 79  | 101 | −22 | 17 |
| 12 | Skellefteå HC       | 22 | 5  | 1 | 16 | 68  | 108 | −40 | 11 |

Fortsättningsserien
| Nr | Lag                 | S  | V  | O | F  | GM  | IM  | MS  | P  |
| -- | ------------------- | -- | -- | - | -- | --- | --- | --- | -- |
| 1  | Färjestad BK        | 40 | 28 | 3 | 9  | 196 | 117 | +79 | 59 |
| 2  | Djurgårdens IF (RM) | 40 | 23 | 6 | 11 | 158 | 119 | +39 | 52 |
| 3  | Luleå HF            | 40 | 21 | 2 | 17 | 159 | 163 | −4  | 44 |
| 4  | Brynäs IF           | 40 | 20 | 3 | 17 | 175 | 160 | +15 | 43 |
| 5  | Leksands IF         | 40 | 19 | 4 | 17 | 165 | 140 | +25 | 42 |
| 6  | Södertälje SK       | 40 | 19 | 1 | 20 | 147 | 159 | −12 | 39 |
| 7  | Västerås IK         | 40 | 17 | 5 | 18 | 135 | 147 | −12 | 39 |
| 8  | AIK                 | 40 | 17 | 1 | 22 | 186 | 179 | +7  | 35 |
| 9  | HV71                | 40 | 16 | 3 | 21 | 131 | 161 | −30 | 35 |
| 10 | Västra Frölunda     | 40 | 13 | 2 | 25 | 154 | 202 | −48 | 28 |

## Matcher

### Grundserien
| Datum Match Resultat Publik Spelplan Omgång 1 - 24 september 1989 HV 71-Leksands IF 2-6 (1-2, 0-2, 1-2) 4365 Rosenlundshallen - 24 september 1989 AIK-Skellefteå AIK 1-4 (1-0, 0-1, 0-3) 5226 Globen - 24 september 1989 Södertälje SK-Modo Hockey 2-3 (0-2, 2-1, 0-0) 3273 Scaniarinken - 24 september 1989 Färjestads BK-Luleå HF 2-3 (0-0, 2-1, 0-2) 4898 Färjestads Ishall - 24 september 1989 Västra Frölunda HC-Västerås IK 4-2 (2-1, 1-1, 1-0) 11869 Scandinavium - 24 september 1989 Brynäs IF-Djurgårdens IF 1-2 (0-0, 1-2, 0-0) 6571 Gavlerinken Omgång 2 - 28 september 1989 Djurgårdens IF-Västra Frölunda HC 1-3 (1-1, 0-0, 0-2) 6712 Globen - 28 september 1989 Västerås IK-Färjestads BK 2-4 (0-3, 1-1, 1-0) 6777 Rocklundahallen - 28 september 1989 Luleå HF-Södertälje SK 3-5 (1-2, 2-2, 0-1) 5281 Delfinen - 28 september 1989 Modo Hockey-AIK 5-3 (4-1, 1-1, 0-1) 4144 Kempehallen - 28 september 1989 Skellefteå AIK-HV 71 3-5 (1-1, 1-2, 1-2) 4333 Skellefteå isstadion - 28 september 1989 Leksands IF-Brynäs IF 3-4 (1-1, 1-0, 1-3) 5921 Leksands Isstadion Omgång 3 - 1 oktober 1989 AIK-Luleå HF 5-5 (1-3, 2-2, 2-0) 3632 Globen - 1 oktober 1989 HV 71-Modo Hockey 2-4 (0-1, 1-2, 1-1) 3548 Rosenlundshallen - 1 oktober 1989 Södertälje SK-Västerås IK 3-1 (2-0, 1-1, 0-0) 3643 Scaniarinken - 1 oktober 1989 Färjestads BK-Djurgårdens IF 3-3 (2-0, 0-1, 1-2) 5035 Färjestads Ishall - 1 oktober 1989 Västra Frölunda HC-Brynäs IF 4-6 (2-3, 1-0, 1-3) 12315 Scandinavium - 1 oktober 1989 Skellefteå AIK-Leksands IF 3-2 (1-0, 0-0, 2-2) 3556 Skellefteå isstadion Omgång 4 - 5 oktober 1989 Brynäs IF-Färjestads BK 4-7 (1-3, 1-2, 2-2) 6302 Gavlerinken - 5 oktober 1989 Djurgårdens IF-Södertälje SK 2-0 (0-0, 1-0, 1-0) 10596 Globen - 5 oktober 1989 Västerås IK-AIK 5-1 (1-1, 0-0, 4-0) 6226 Rocklundahallen - 5 oktober 1989 Luleå HF-HV 71 6-5 (1-2, 2-2, 3-1) 4684 Delfinen - 5 oktober 1989 Modo Hockey-Skellefteå AIK 6-1 (3-0, 2-0, 1-1) 4367 Kempehallen - 5 oktober 1989 Leksands IF-Västra Frölunda HC 10-4 (3-0, 1-1, 6-3) 4552 Leksands Isstadion Omgång 5 - 8 oktober 1989 HV 71-Västerås IK 5-2 (1-1, 2-0, 2-1) 3430 Rosenlundshallen - 8 oktober 1989 Södertälje SK-Brynäs IF 4-6 (0-2, 1-1, 3-3) 3906 Scaniarinken - 8 oktober 1989 Färjestads BK-Västra Frölunda HC 7-4 (0-1, 5-2, 2-1) 5173 Färjestads Ishall - 8 oktober 1989 Modo Hockey-Leksands IF 3-3 (0-1, 2-2, 1-0) 4594 Kempehallen - 8 oktober 1989 Skellefteå AIK-Luleå HF 5-1 (1-1, 4-0, 0-0) 4420 Skellefteå isstadion - 10 oktober 1989 AIK-Djurgårdens IF 4-2 (2-1, 1-0, 1-1) 13412 Globen Omgång 6 - 12 oktober 1989 Västra Frölunda HC-Södertälje SK 3-9 (1-3, 2-3, 0-3) 11909 Scandinavium - 12 oktober 1989 Brynäs IF-AIK 5-0 (1-0, 1-0, 3-0) 5534 Gavlerinken - 12 oktober 1989 Djurgårdens IF-HV 71 6-3 (0-2, 2-0, 4-1) 6428 Globen - 12 oktober 1989 Västerås IK-Skellefteå AIK 4-2 (1-0, 0-1, 3-1) 5354 Rocklundahallen - 12 oktober 1989 Luleå HF-Modo Hockey 5-3 (1-1, 0-2, 4-0) 4859 Delfinen - 12 oktober 1989 Leksands IF-Färjestads BK 6-3 (1-3, 2-0, 3-0) 5332 Leksands Isstadion Omgång 7 - 15 oktober 1989 HV 71-Brynäs IF 4-0 (1-0, 1-0, 2-0) 4499 Rosenlundshallen - 15 oktober 1989 AIK-Västra Frölunda HC 6-1 (1-0, 2-0, 3-1) 8618 Globen - 15 oktober 1989 Södertälje SK-Färjestads BK 3-4 (2-1, 0-1, 1-2) 5565 Scaniarinken - 15 oktober 1989 Luleå HF-Leksands IF 4-2 (1-1, 1-0, 2-1) 5003 Delfinen - 15 oktober 1989 Modo Hockey-Västerås IK 3-3 (0-0, 1-1, 2-2) 3629 Kempehallen - 15 oktober 1989 Skellefteå AIK-Djurgårdens IF 4-4 (2-2, 2-1, 0-1) 4218 Skellefteå isstadion Omgång 8 - 19 oktober 1989 Färjestads BK-AIK 1-6 (0-3, 1-1, 0-2) 5402 Färjestads Ishall - 19 oktober 1989 Västra Frölunda HC-HV 71 6-2 (2-0, 2-1, 2-1) 11564 Scandinavium - 19 oktober 1989 Brynäs IF-Skellefteå AIK 5-4 (2-2, 0-2, 3-0) 4265 Gavlerinken - 19 oktober 1989 Djurgårdens IF-Modo Hockey 5-0 (1-0, 3-0, 1-0) 9306 Globen - 19 oktober 1989 Västerås IK-Luleå HF 3-2 (0-2, 3-0, 0-0) 6235 Rocklundahallen - 19 oktober 1989 Leksands IF-Södertälje SK 2-6 (0-1, 1-3, 1-2) 4603 Leksands Isstadion Omgång 9 - 22 oktober 1989 HV 71-AIK 5-2 (2-1, 1-1, 2-0) 4168 Rosenlundshallen - 22 oktober 1989 Djurgårdens IF-Leksands IF 7-4 (1-2, 4-0, 2-2) 13850 Globen - 22 oktober 1989 Brynäs IF-Västerås IK 2-3 (1-1, 1-1, 0-1) 5507 Gavlerinken - 22 oktober 1989 Luleå HF-Västra Frölunda HC 3-5 (1-1, 1-2, 1-2) 5211 Delfinen - 22 oktober 1989 Modo Hockey-Färjestads BK 4-0 (1-0, 2-0, 1-0) 4726 Kempehallen - 22 oktober 1989 Södertälje SK-Skellefteå AIK 9-3 (1-2, 5-0, 3-1) 3878 Scaniarinken Omgång 10 - 24 oktober 1989 HV 71-Färjestads BK 1-6 (0-2, 1-3, 0-1) 4457 Rosenlundshallen - 24 oktober 1989 AIK-Södertälje SK 11-3 (2-0, 4-3, 5-0) 8326 Globen - 24 oktober 1989 Västerås IK-Leksands IF 1-3 (0-1, 1-2, 0-0) 7011 Rocklundahallen - 24 oktober 1989 Luleå HF-Djurgårdens IF 4-1 (0-0, 1-1, 3-0) 5066 Delfinen - 24 oktober 1989 Modo Hockey-Brynäs IF 2-6 (1-2, 1-2, 0-2) 3587 Kempehallen - 24 oktober 1989 Skellefteå AIK-Västra Frölunda HC 3-4 (2-2, 1-0, 0-2) 3671 Skellefteå isstadion Omgång 11 - 26 oktober 1989 Södertälje SK-HV 71 2-4 (1-1, 1-2, 0-1) 3293 Scaniarinken - 26 oktober 1989 Färjestads BK-Skellefteå AIK 7-4 (3-3, 3-0, 1-1) 4538 Färjestads Ishall - 26 oktober 1989 Västra Frölunda HC-Modo Hockey 6-4 (2-3, 1-1, 3-0) 12058 Scandinavium - 26 oktober 1989 Brynäs IF-Luleå HF 5-0 (2-0, 0-0, 3-0) 4750 Gavlerinken - 26 oktober 1989 Djurgårdens IF-Västerås IK 5-3 (1-2, 1-0, 3-1) 9412 Globen - 26 oktober 1989 Leksands IF-AIK 10-5 (3-2, 3-2, 4-1) 5118 Leksands Isstadion | Omgång 12 - 29 oktober 1989 Djurgårdens IF-Brynäs IF 6-3 (3-0, 2-2, 1-1) 13850 Globen - 29 oktober 1989 Västerås IK-Västra Frölunda HC 2-2 (0-0, 0-0, 2-2) 6570 Rocklundahallen - 31 oktober 1989 Luleå HF-Färjestads BK 5-10 (2-2, 2-4, 1-4) 5531 Delfinen - 31 oktober 1989 Modo Hockey-Södertälje SK 5-6 (2-2, 1-4, 2-0) 3048 Kempehallen - 31 oktober 1989 Skellefteå AIK-AIK 2-6 (0-4, 2-0, 0-2) 3622 Skellefteå isstadion - 31 oktober 1989 Leksands IF-HV 71 8-2 (2-0, 3-2, 3-0) 3986 Leksands Isstadion Omgång 13 - 31 oktober 1989 Västra Frölunda HC-Djurgårdens IF 2-6 (0-3, 2-1, 0-2) 12573 Scandinavium - 2 november 1989 AIK-Modo Hockey 10-3 (2-0, 4-2, 4-1) 5671 Globen - 2 november 1989 Södertälje SK-Luleå HF 1-4 (0-0, 1-2, 0-2) 3646 Scaniarinken - 2 november 1989 Färjestads BK-Västerås IK 4-5 (3-3, 0-0, 1-2) 4868 Färjestads Ishall - 2 november 1989 HV 71-Skellefteå AIK 3-5 (1-3, 1-1, 1-1) 3781 Rosenlundshallen - 2 november 1989 Brynäs IF-Leksands IF 1-3 (0-1, 1-0, 0-2) 7806 Gavlerinken Omgång 14 - 5 november 1989 Brynäs IF-Västra Frölunda HC 7-4 (2-1, 2-1, 3-2) 4938 Gavlerinken - 5 november 1989 Djurgårdens IF-Färjestads BK 3-5 (0-1, 1-3, 2-1) 7118 Globen - 5 november 1989 Luleå HF-AIK 5-4 (2-2, 1-1, 2-1) 4776 Delfinen - 5 november 1989 Modo Hockey-HV 71 4-5 (2-1, 2-2, 0-2) 3001 Kempehallen - 5 november 1989 Leksands IF-Skellefteå AIK 6-3 (3-0, 1-1, 2-2) 4760 Leksands Isstadion - 5 november 1989 Västerås IK-Södertälje SK 5-2 (1-2, 1-0, 3-0) 6576 Rocklundahallen Omgång 15 - 9 november 1989 HV 71-Luleå HF 2-2 (1-2, 1-0, 0-0) 3781 Rosenlundshallen - 9 november 1989 AIK-Västerås IK 7-1 (4-0, 2-0, 1-1) 5073 Globen - 9 november 1989 Södertälje SK-Djurgårdens IF 3-2 (0-1, 2-1, 1-0) 5902 Scaniarinken - 9 november 1989 Färjestads BK-Brynäs IF 9-4 (1-1, 5-0, 3-3) 5211 Färjestads Ishall - 9 november 1989 Västra Frölunda HC-Leksands IF 3-6 (0-1, 3-4, 0-1) 12164 Scandinavium - 9 november 1989 Skellefteå AIK-Modo Hockey 2-3 (1-1, 0-1, 1-1) 3695 Skellefteå isstadion Omgång 16 - 19 november 1989 Västra Frölunda HC-Färjestads BK 4-1 (2-0, 0-1, 2-0) 12573 Scandinavium - 19 november 1989 Brynäs IF-Södertälje SK 2-4 (1-1, 1-2, 0-1) 4907 Gavlerinken - 19 november 1989 Leksands IF-Modo Hockey 7-3 (2-0, 3-3, 2-0) 5027 Leksands Isstadion - 19 november 1989 Västerås IK-HV 71 5-1 (2-0, 2-1, 1-0) 6086 Rocklundahallen - 19 november 1989 Luleå HF-Skellefteå AIK 6-4 (3-1, 0-0, 3-3) 4841 Delfinen - 21 november 1989 Djurgårdens IF-AIK 5-2 (0-2, 1-0, 4-0) 13850 Globen Omgång 17 - 23 november 1989 HV 71-Djurgårdens IF 2-2 (0-1, 1-0, 1-1) 3460 Rosenlundshallen - 23 november 1989 AIK-Brynäs IF 4-2 (0-1, 2-1, 2-0) 9872 Globen - 23 november 1989 Södertälje SK-Västra Frölunda HC 5-2 (1-0, 2-0, 2-2) 2331 Scaniarinken - 23 november 1989 Färjestads BK-Leksands IF 3-2 (1-1, 1-1, 1-0) 4541 Färjestads Ishall - 23 november 1989 Modo Hockey-Luleå HF 2-6 (1-3, 0-0, 1-3) 1818 Kempehallen - 23 november 1989 Skellefteå AIK-Västerås IK 6-2 (3-1, 3-0, 0-1) 1736 Skellefteå isstadion Omgång 18 - 26 november 1989 Färjestads BK-Södertälje SK 7-6 (2-2, 2-1, 3-3) 4616 Färjestads Ishall - 26 november 1989 Västra Frölunda HC-AIK 3-7 (2-0, 0-3, 1-4) 12155 Scandinavium - 26 november 1989 Brynäs IF-HV 71 5-2 (1-0, 2-2, 2-0) 3839 Gavlerinken - 26 november 1989 Djurgårdens IF-Skellefteå AIK 6-1 (2-1, 2-0, 2-0) 8132 Globen - 26 november 1989 Västerås IK-Modo Hockey 5-5 (1-1, 4-2, 0-2) 5762 Rocklundahallen - 26 november 1989 Leksands IF-Luleå HF 5-6 (2-1, 2-2, 1-3) 4357 Leksands Isstadion Omgång 19 - 30 november 1989 HV 71-Västra Frölunda HC 5-0 (2-0, 0-0, 3-0) 4535 Rosenlundshallen - 30 november 1989 AIK-Färjestads BK 2-4 (0-0, 1-1, 1-3) 12227 Globen - 30 november 1989 Södertälje SK-Leksands IF 1-0 (0-0, 1-0, 0-0) 5393 Scaniarinken - 30 november 1989 Luleå HF-Västerås IK 3-6 (1-1, 1-3, 1-2) 4482 Delfinen - 30 november 1989 Modo Hockey-Djurgårdens IF 3-4 (0-1, 3-0, 0-3) 2875 Kempehallen - 30 november 1989 Skellefteå AIK-Brynäs IF 0-7 (0-3, 0-4, 0-0) 2636 Skellefteå isstadion Omgång 20 - 3 december 1989 AIK-HV 71 4-5 (1-3, 1-0, 2-2) 7692 Globen - 3 december 1989 Skellefteå AIK-Södertälje SK 3-5 (3-2, 0-2, 0-1) 1396 Skellefteå isstadion - 3 december 1989 Färjestads BK-Modo Hockey 6-2 (1-1, 1-1, 4-0) 4391 Färjestads Ishall - 3 december 1989 Västra Frölunda HC-Luleå HF 7-4 (2-1, 1-2, 4-1) 11399 Scandinavium - 3 december 1989 Västerås IK-Brynäs IF 5-4 (1-1, 2-1, 2-2) 7018 Rocklundahallen - 3 december 1989 Leksands IF-Djurgårdens IF 4-3 (0-2, 2-0, 2-1) 5024 Leksands Isstadion Omgång 21 - 6 december 1989 Södertälje SK-AIK 6-4 (1-1, 3-2, 2-1) 5789 Scaniarinken - 7 december 1989 Färjestads BK-HV 71 8-0 (5-0, 2-0, 1-0) 4442 Färjestads Ishall - 7 december 1989 Västra Frölunda HC-Skellefteå AIK 5-3 (0-1, 4-1, 1-1) 12170 Scandinavium - 7 december 1989 Brynäs IF-Modo Hockey 8-5 (1-2, 5-0, 2-3) 4580 Gavlerinken - 7 december 1989 Djurgårdens IF-Luleå HF 5-4 (1-1, 1-1, 3-2) 10136 Globen - 7 december 1989 Leksands IF-Västerås IK 3-2 (0-0, 1-1, 2-1) 3883 Leksands Isstadion Omgång 22 - 10 december 1989 HV 71-Södertälje SK 4-2 (0-0, 1-2, 3-0) 3792 Rosenlundshallen - 10 december 1989 AIK-Leksands IF 6-4 (1-1, 2-0, 3-3) 13850 Globen - 10 december 1989 Västerås IK-Djurgårdens IF 0-2 (0-0, 0-1, 0-1) 5890 Rocklundahallen - 10 december 1989 Luleå HF-Brynäs IF 7-4 (5-2, 2-1, 0-1) 4317 Delfinen - 10 december 1989 Modo Hockey-Västra Frölunda HC 7-6 (1-2, 4-2, 2-2) 914 Kempehallen - 10 december 1989 Skellefteå AIK-Färjestads BK 3-11 (2-2, 1-2, 0-7) 1617 Skellefteå isstadion |

### Fortsättningsserien
| Datum Match Resultat Publik Spelplan Omgång 23 - 2 januari 1990 Västra Frölunda HC-Brynäs IF 4-4 (1-2, 2-0, 1-2) 11495 Scandinavium - 2 januari 1990 HV 71-Färjestads BK 3-9 (0-3, 2-5, 1-1) 3879 Rosenlundshallen - 2 januari 1990 AIK-Västerås IK 6-5 (0-2, 4-1, 2-2) 6253 Globen - 2 januari 1990 Södertälje SK-Djurgårdens IF 3-2 (1-1, 0-1, 2-0) 5072 Scaniarinken - 2 januari 1990 Luleå HF-Leksands IF 3-4 (1-2, 1-1, 1-1) 4391 Delfinen Omgång 24 - 4 januari 1990 Leksands IF-Södertälje SK 3-3 (0-2, 3-0, 0-1) 4508 Leksands Isstadion - 4 januari 1990 Djurgårdens IF-AIK 5-4 (0-3, 2-0, 3-1) 13850 Globen - 4 januari 1990 Brynäs IF-Luleå HF 8-7 (2-1, 4-2, 2-4) 3746 Gavlerinken - 4 januari 1990 Färjestads BK-Västra Frölunda HC 6-3 (2-1, 1-1, 3-1) 4925 Färjestads Ishall - 14 januari 1990 Västerås IK-HV 71 7-7 (2-4, 2-2, 3-1) 5629 Rocklundahallen Omgång 25 - 7 januari 1990 Västra Frölunda HC-Västerås IK 6-3 (1-1, 3-1, 2-1) 10581 Scandinavium - 7 januari 1990 HV 71-Djurgårdens IF 5-7 (4-2, 0-3, 1-2) 3496 Rosenlundshallen - 7 januari 1990 AIK-Leksands IF 5-1 (1-0, 1-0, 3-1) 8761 Globen - 7 januari 1990 Södertälje SK-Luleå HF 1-3 (1-1, 0-0, 0-2) 3386 Scaniarinken - 7 januari 1990 Färjestads BK-Brynäs IF 7-4 (4-1, 0-1, 3-2) 4610 Färjestads Ishall Omgång 26 - 11 januari 1990 Luleå HF-AIK 5-4 (1-0, 2-1, 2-3) 4486 Delfinen - 11 januari 1990 Leksands IF-HV 71 4-1 (2-1, 0-0, 2-0) 2953 Leksands Isstadion - 11 januari 1990 Djurgårdens IF-Västra Frölunda HC 4-3 (1-2, 1-1, 2-0) 7709 Globen - 11 januari 1990 Västerås IK-Färjestads BK 4-3 (3-0, 1-2, 0-1) 4675 Rocklundahallen - 11 januari 1990 Brynäs IF-Södertälje SK 6-3 (2-2, 2-1, 2-0) 3833 Gavlerinken Omgång 27 - 18 januari 1990 Västra Frölunda HC-Leksands IF 2-5 (1-2, 0-1, 1-2) 12151 Scandinavium - 18 januari 1990 HV 71-Brynäs IF 4-2 (1-1, 1-1, 2-0) 3551 Rosenlundshallen - 18 januari 1990 AIK-Södertälje SK 5-3 (1-2, 1-0, 3-1) 8153 Globen - 18 januari 1990 Västerås IK-Luleå HF 8-2 (4-0, 2-0, 2-2) 5265 Rocklundahallen - 18 januari 1990 Färjestads BK-Djurgårdens IF 4-4 (2-2, 0-1, 2-1) 5370 Färjestads Ishall Omgång 28 - 21 januari 1990 Södertälje SK-HV 71 1-3 (0-0, 1-2, 0-1) 2823 Scaniarinken - 21 januari 1990 Luleå HF-Västra Frölunda HC 6-4 (1-2, 4-2, 1-0) 4453 Delfinen - 21 januari 1990 Leksands IF-Färjestads BK 1-2 (0-1, 1-0, 0-1) 5076 Leksands Isstadion - 21 januari 1990 Djurgårdens IF-Västerås IK 1-2 (0-0, 1-0, 0-2) 8272 Globen - 21 januari 1990 Brynäs IF-AIK 9-7 (2-2, 4-2, 3-3) 5220 Gavlerinken Omgång 29 - 23 januari 1990 Västra Frölunda HC-HV 71 6-4 (0-2, 3-0, 3-2) 9006 Scandinavium - 23 januari 1990 Leksands IF-Brynäs IF 3-4 (1-2, 1-1, 1-1) 4491 Leksands Isstadion - 23 januari 1990 Luleå HF-Djurgårdens IF 2-6 (1-2, 0-4, 1-0) 4584 Delfinen - 23 januari 1990 Västerås IK-Södertälje SK 6-4 (3-1, 1-3, 2-0) 4898 Rocklundahallen - 23 januari 1990 AIK-Färjestads BK 2-3 (0-2, 0-1, 2-0) 7512 Globen Omgång 30 - 25 januari 1990 Västra Frölunda HC-Södertälje SK 7-5 (2-1, 3-2, 2-2) 9378 Scandinavium - 25 januari 1990 HV 71-AIK 4-3 (1-1, 2-1, 1-1) 3672 Rosenlundshallen - 25 januari 1990 Djurgårdens IF-Brynäs IF 3-3 (0-1, 1-0, 2-2) 9619 Globen - 25 januari 1990 Västerås IK-Leksands IF 2-7 (1-2, 1-4, 0-1) 6622 Rocklundahallen - 25 januari 1990 Färjestads BK-Luleå HF 5-0 (0-0, 3-0, 2-0) 4363 Färjestads Ishall Omgång 31 - 28 januari 1990 AIK-Västra Frölunda HC 6-5 (3-0, 2-2, 1-3) 7712 Globen - 28 januari 1990 Södertälje SK-Färjestads BK 3-0 (1-0, 2-0, 0-0) 4316 Scaniarinken - 28 januari 1990 Luleå HF-HV 71 2-1 (0-1, 2-0, 0-0) 4079 Delfinen - 28 januari 1990 Leksands IF-Djurgårdens IF 5-3 (2-1, 2-1, 1-1) 5035 Leksands Isstadion - 28 januari 1990 Brynäs IF-Västerås IK 5-2 (1-1, 3-1, 1-0) 5484 Gavlerinken | Omgång 32 - 30 januari 1990 Leksands IF-Luleå HF 3-5 (1-3, 1-1, 1-1) 3105 Leksands Isstadion - 30 januari 1990 Djurgårdens IF-Södertälje SK 9-2 (2-2, 3-0, 4-0) 7985 Globen - 30 januari 1990 Västerås IK-AIK 4-2 (1-0, 1-1, 2-1) 5509 Rocklundahallen - 30 januari 1990 Färjestads BK-HV 71 1-0 (1-0, 0-0, 0-0) 4192 Färjestads Ishall - 30 januari 1990 Brynäs IF-Västra Frölunda HC 7-3 (0-0, 3-2, 4-1) 5347 Gavlerinken Omgång 33 - 8 februari 1990 Västra Frölunda HC-Färjestads BK 3-7 (2-3, 0-3, 1-1) 12153 Scandinavium - 8 februari 1990 HV 71-Västerås IK 4-3 (0-0, 2-2, 2-1) 3407 Rosenlundshallen - 8 februari 1990 AIK-Djurgårdens IF 3-4 (1-2, 2-1, 0-1) 13850 Globen - 8 februari 1990 Södertälje SK-Leksands IF 6-2 (4-0, 2-0, 0-2) 4090 Scaniarinken - 8 februari 1990 Luleå HF-Brynäs IF 1-5 (1-3, 0-1, 0-1) 4128 Delfinen Omgång 34 - 11 februari 1990 Luleå HF-Södertälje SK 8-1 (2-0, 5-1, 1-0) 3931 Delfinen - 11 februari 1990 Leksands IF-AIK 5-6 (2-1, 0-1, 3-4) 4238 Leksands Isstadion - 11 februari 1990 Djurgårdens IF-HV 71 4-3 (1-1, 1-2, 2-0) 6391 Globen - 11 februari 1990 Västerås IK-Västra Frölunda HC 4-3 (3-0, 0-3, 1-0) 5503 Rocklundahallen - 11 februari 1990 Brynäs IF-Färjestads BK 3-6 (1-0, 1-2, 1-4) 5548 Gavlerinken Omgång 35 - 13 februari 1990 Västra Frölunda HC-Djurgårdens IF 4-3 (2-2, 1-1, 1-0) 9307 Scandinavium - 13 februari 1990 HV 71-Leksands IF 3-4 (0-1, 2-3, 1-0) 3755 Rosenlundshallen - 13 februari 1990 AIK-Luleå HF 2-5 (0-1, 0-2, 2-2) 9518 Globen - 13 februari 1990 Södertälje SK-Brynäs IF 6-2 (2-0, 1-1, 3-1) 2834 Scaniarinken - 13 februari 1990 Färjestads BK-Västerås IK 4-1 (2-1, 0-0, 2-0) 4198 Färjestads Ishall Omgång 36 - 15 februari 1990 Södertälje SK-AIK 6-4 (2-1, 2-1, 2-2) 4902 Scaniarinken - 15 februari 1990 Luleå HF-Västerås IK 4-5 (2-1, 0-2, 2-2) 3997 Delfinen - 15 februari 1990 Leksands IF-Västra Frölunda HC 4-3 (2-0, 0-2, 2-1) 3147 Leksands Isstadion - 15 februari 1990 Djurgårdens IF-Färjestads BK 3-7 (0-0, 1-4, 2-3) 13850 Globen - 15 februari 1990 Brynäs IF-HV 71 4-6 (1-1, 2-2, 1-3) 3790 Gavlerinken Omgång 37 - 18 februari 1990 Västra Frölunda HC-Luleå HF 4-7 (0-3, 1-2, 3-2) 8633 Scandinavium - 18 februari 1990 HV 71-Södertälje SK 3-0 (1-0, 2-0, 0-0) 4062 Rosenlundshallen - 18 februari 1990 AIK-Brynäs IF 3-8 (0-1, 0-4, 3-3) 11251 Globen - 18 februari 1990 Västerås IK-Djurgårdens IF 1-2 (0-0, 1-1, 0-1) 5922 Rocklundahallen - 18 februari 1990 Färjestads BK-Leksands IF 2-2 (0-1, 2-0, 0-1) 5193 Färjestads Ishall Omgång 38 - 20 februari 1990 HV 71-Västra Frölunda HC 3-1 (1-0, 1-0, 1-1) 4403 Rosenlundshallen - 20 februari 1990 Färjestads BK-AIK 7-1 (2-0, 3-1, 2-0) 4637 Färjestads Ishall - 20 februari 1990 Södertälje SK-Västerås IK 8-1 (3-1, 2-0, 3-0) 3095 Scaniarinken - 20 februari 1990 Djurgårdens IF-Luleå HF 7-2 (1-0, 4-2, 2-0) 7233 Globen - 20 februari 1990 Brynäs IF-Leksands IF 5-4 (1-1, 2-2, 2-1) 7345 Gavlerinken Omgång 39 - 22 februari 1990 AIK-HV 71 10-7 (2-2, 6-3, 2-2) 5248 Globen - 22 februari 1990 Södertälje SK-Västra Frölunda HC 5-4 (2-0, 2-4, 1-0) 3064 Scaniarinken - 22 februari 1990 Luleå HF-Färjestads BK 4-3 (2-2, 1-0, 1-1) 4474 Delfinen - 22 februari 1990 Leksands IF-Västerås IK 4-4 (0-1, 2-3, 2-0) 3759 Leksands Isstadion - 22 februari 1990 Brynäs IF-Djurgårdens IF 3-3 (0-0, 1-2, 2-1) 6105 Gavlerinken Omgång 40 - 25 februari 1990 Västra Frölunda HC-AIK 7-13 (1-4, 4-6, 2-3) 8054 Scandinavium - 25 februari 1990 HV 71-Luleå HF 1-5 (0-1, 1-1, 0-3) 4410 Rosenlundshallen - 25 februari 1990 Djurgårdens IF-Leksands IF 6-5 (1-2, 2-2, 3-1) 7118 Globen - 25 februari 1990 Västerås IK-Brynäs IF 6-2 (1-1, 2-0, 3-1) 4698 Rocklundahallen - 25 februari 1990 Färjestads BK-Södertälje SK 8-0 (4-0, 3-0, 1-0) 4552 Färjestads Ishall |